# 李夫人 (漢武帝)

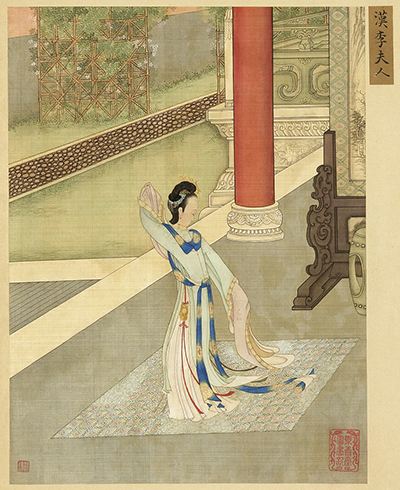
李夫人（『畫麗珠萃秀』）

李夫人（りふじん、生没年不詳）は、前漢の武帝の夫人（側室）。中山郡の人。昌邑王劉髆の生母。兄は李延年・李広利。
「反魂香」や「傾国の美女」の由来となった人物である。『百美新詠図伝』では、中国歴朝で最も名高い美人百人に選ばれている。

## 生涯

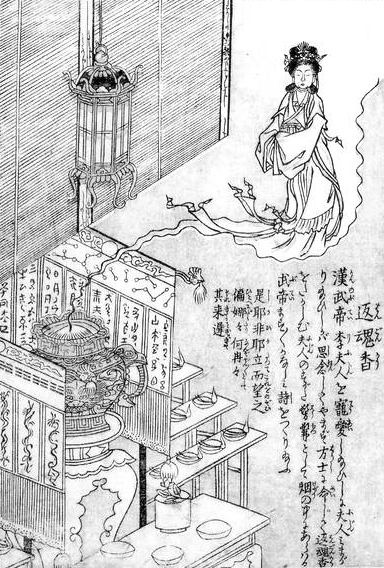
鳥山石燕『今昔百鬼拾遺』より「返魂香」

兄の李延年は歌舞を得意とし、武帝に侍した際に
「北方に佳人あり、 絶世にして独り立つ。一顧すれば人の城を傾け、再顧すれば人の国を傾く」
と詠んだ。この歌を聞いた武帝が「この世に本当にそのような佳人がいるのか？」と問うと、武帝の姉である平陽公主は「延年の妹です」と答えた。そこで李延年の妹は後宮に入って夫人となった。
李夫人は容貌に優れ、舞踊に長け、武帝の寵愛を一身に受けて、皇子劉髆を産んだ。しかし、まもなく若死したという。重病に陥った際、武帝は自ら臨んで見舞い、最後に一目会いたいと願ったが、夫人は布団で顔を覆って反応しなかった。武帝は怒って立ち去った。姉妹は夫人を責めたが、夫人は「重病により容色を失いました。今の私を見たら、きっと嫌いになります。その後は私の兄弟をどう見ますか？」と応えた。
死別後、武帝は李夫人のことを追慕し、兄の李広利を重用した。武帝は夫人の姿が忘れられず、道士少翁に命じて霊薬を整えさせ、玉の釜で煎じて練り、金の炉で焚き上げたところ、煙の中に夫人の姿が見えたという。この投影技術が「皮影戯」なる影絵芝居のもとになったという。
武帝が崩御した後、正式に冊封された皇后2人（陳皇后・衛皇后）はいずれも廃された。昭帝の母の趙婕妤も武帝に断罪されて処刑される。霍光は武帝の生前の意向を考慮し、李夫人が武帝の正配に擬されて孝武皇后と贈号された。皇后の格式で祭祀が行われた。
昭帝崩御後に孫の劉賀は皇帝に短期間即位したが、間もなく廃位された。
李夫人が一身に集めた「寵愛」とは別に、二人の兄李延年と李広利はいずれも武帝に謀反のかどで処刑され、李氏は族滅された。

## 文学作品における人物像
唐の詩人白居易によって作られた長編の漢詩「長恨歌」では、武帝と李夫人の物語の一部を借用した。そのほか、同じく唐代の詩人である李賀の『李夫人歌』という漢詩では「紫皇宮殿重重開 夫人飛入瓊瑤臺」と歌われ、李商隠の詩『李夫人三首』でも「一帶不結心，兩股方安髻」と詠まれているなど、唐代において武帝の最愛の妻としてのイメージが強い。